# Pedicellaster magister
Pedicellaster magister is een zeester uit de familie Pedicellasteridae.
De wetenschappelijke naam van de soort werd in 1923 gepubliceerd door Walter Kenrick Fisher.